# Rappottenstein
Rappottenstein osztrák mezőváros Alsó-Ausztria Zwettli járásában. 2019 januárjában 1718 lakosa volt. 

## Elhelyezkedése

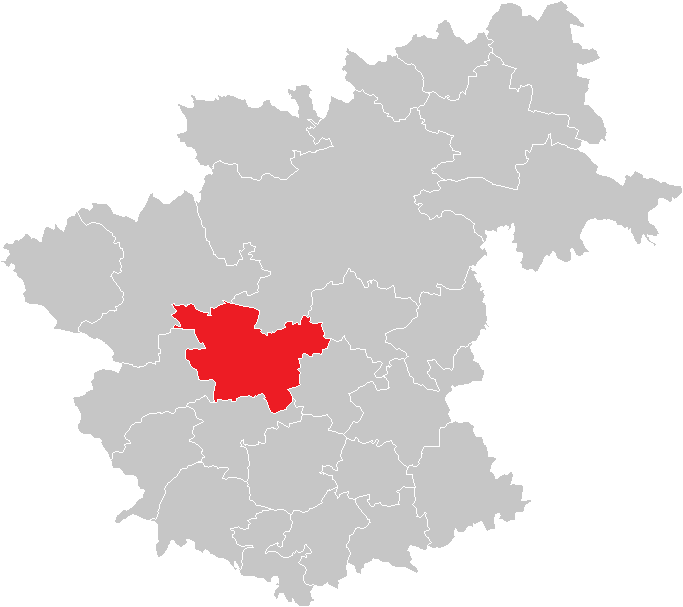
Rappottenstein a Zwettli járásban

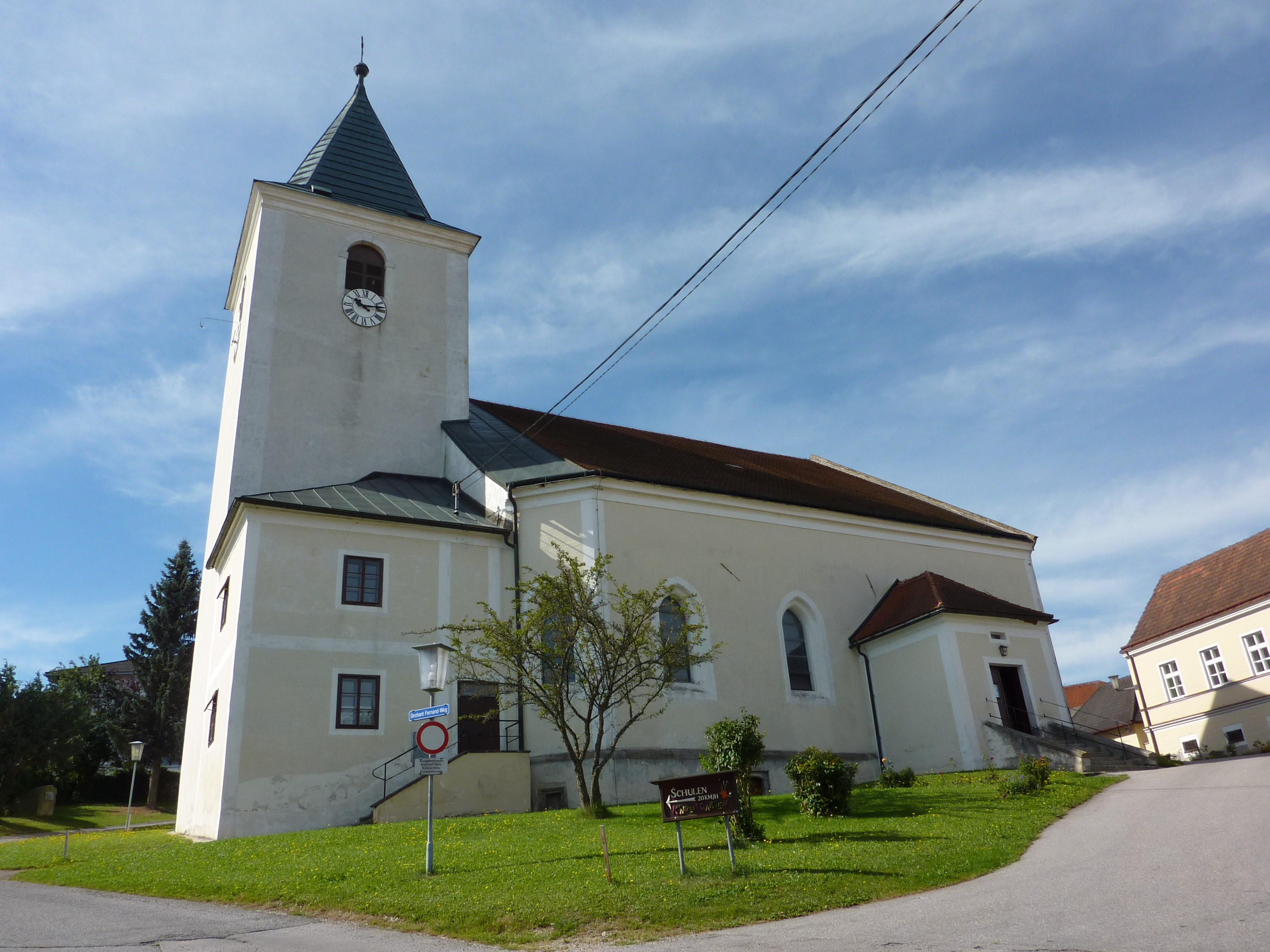
A Szt. Péter és Pál-plébániatemplom

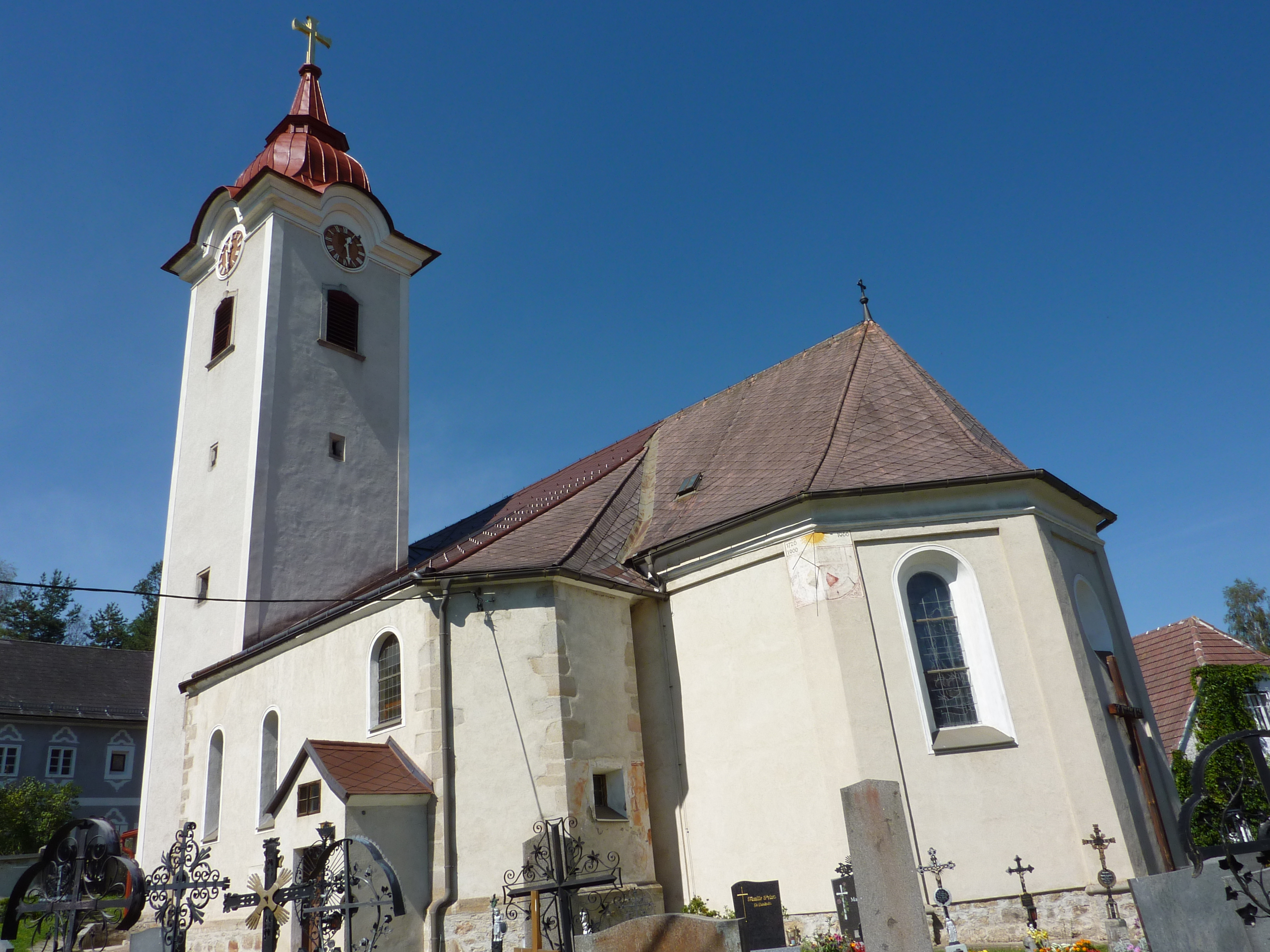
A kirchbachi Szt. Mihály-plébániatemplom

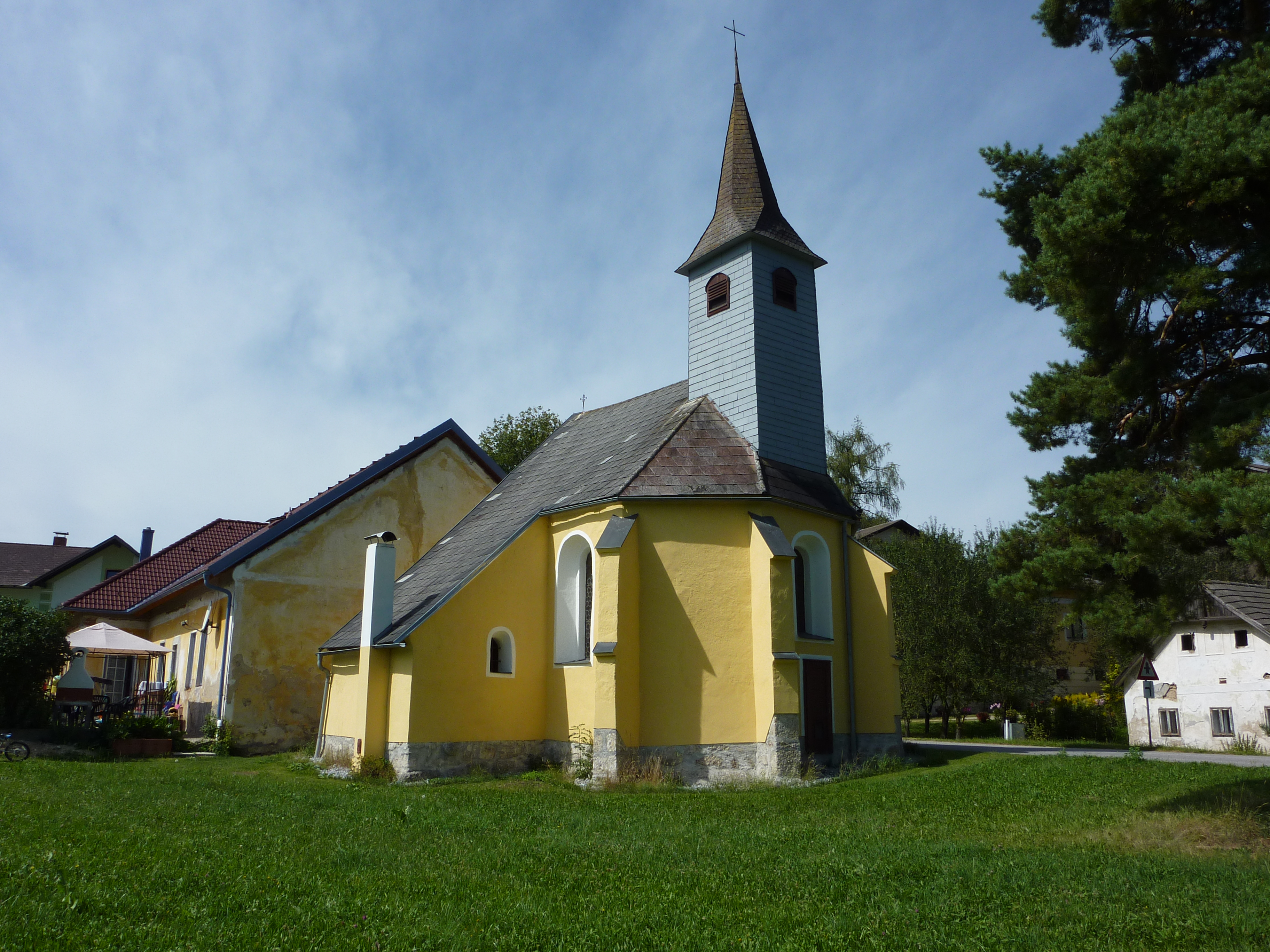
A pehendorfi Szt. Bertalan-templom

Rappottenstein Alsó-Ausztria Waldviertel régiójában fekszik a Cseh-masszívum gránit-gneisz fennsíkján. Területén folynak össze a Große Kamp és a Kleine Kamp folyók és innentől kezdve Kampként folytatják útjukat. Az önkormányzat 23 településrészt és falut egyesít: Aggsbach (17 lakos 2019-ben), Arnreith (12), Dietharts (14), Grossgundholz (38), Grötschen (4), Grünbach (93), Hausbach (85), Höhendorf (22), Kirchbach (145), Kleinkamp (25), Kleinnondorf (53), Lembach (112), Neustift (56), Oberrabenthan (66), Pehendorf (137), Pfaffendorf (47), Pirkenreith (56), Rappottenstein (296), Reichenbach (39), Riebeis (31), Ritterkamp (118), Roiten (167) és Selbitz (61). A kataszteri közösségek Dietharts, Grötschen, Großgundholz, Grünbach, Hausbach, Höhendorf, Kirchbach, Kleinnondorf, Lembach, Neustift, Oberrabenthan, Pehendorf, Pfaffendorf, Rappottenstein, Reichenbach, Riebeis, Ritterkamp, Roiten és Selbitz.
A környező önkormányzatok: északra Zwettl, északkeletre Großgöttfritz, keletre Grafenschlag, délre Schönbach, nyugatra Arbesbach, északnyugatra Groß Gerungs.

## Története
1150 körül a befolyásos Kuenring-család várakat emelt waldvierteli birtokaik védelmére; közülük Rappottenstein volt a legerősebb. Az erőd védelmében fejlődött ki a település, amely a 14. században mezővárosi jogokat kapott. A várat többször is ostromolták - 1597-ben lázadó parasztok, a harmincéves háborúban a császár németalföldi segédcsapatai (1619) és a svédek (1645) - de soha nem vették be. A birtok 1305-ben a Kuenringektől a Dachsbergekre, 1423-ban a Starhembergekre, 1566-ban pedig a protestáns Landaukra szállt. Végül 1664-ben mai tulajdonosai, az Abensperg-Traun grófok vásárolták meg. A reformáció után lakossága gyakorlatilag teljes mértékben protestánssá vált és száz évig az is maradt, míg az ellenreformáció során vissza nem térítették őket a katolikus vallásra. 
1849-ben egy tűzvész során hét ház kivételével az egész mezőváros leégett, beleértve a templomot, a parókiát és az iskolát is. Az önkéntes tűzoltóosztag 1872-ben alakult meg.
1967-ben Pfaffendorf, Pehendorf és Roiten, 1970-ben Aggsbach és Arnreith, 1972-ben pedig Kirchbach községeket kapcsolták Rappottenstein önkormányzatához, amely ekkor nyerte el mai formáját. 

## Lakosság
A rappottensteini önkormányzat területén 2019 januárjában 1718 fő élt. A lakosságszám 1880-ban érte el csúcspontját 2757 fővel, azóta lassú, de folyamatos csökkenés tapasztalható. 2017-ben a helybeliek 98,8%-a volt osztrák állampolgár; a külföldiek közül 0,8% a régi (2004 előtti), 0,2% az új EU-tagállamokból érkezett. 2001-ben a lakosok 97,5%-a római katolikusnak, 1,8% pedig felekezeten kívülinek vallotta magát. Ugyanekkor egy magyar élt a mezővárosban.
A lakosság számának változása:

| 2016 | 1 729 |
| 2018 | 1 724 |

## Látnivalók
- a rappottensteini vár
- a Szt. Péter és Pál-plébániatemplom
- a kirchbachi Szt. Mihály-plébániatemplom
- a pehendorfi Szt. Bertalan-templom
- az 1613-ból származó pellengér a főtéren
- a roiteni helytörténeti múzeum
- a kirchbachi fűrészmalom-múzeum

## Híres rappottensteiniek
- Eduard Pernkopf (1888-1955) anatómus; a nemzetiszocialista professzor híres anatómiai atlaszát kivégzett politikai foglyok  holttestei alapján készítette

## Fordítás
- Ez a szócikk részben vagy egészben  a   Rappottenstein című német Wikipédia-szócikk ezen változatának fordításán alapul.  Az eredeti cikk szerkesztőit annak laptörténete sorolja fel. Ez a jelzés csupán a megfogalmazás eredetét és a szerzői jogokat jelzi, nem szolgál a cikkben szereplő információk forrásmegjelöléseként.